# Миранка
Мира́нка (бел. Міранка) — река в Кореличском районе, правый приток Уши (бассейн Немана).
Площадь водосборного бассейна — 85 км².
Берёт начало между селами: Симаково и Оюцевичи; затем течёт по равнине на север к посёлку Мир.
Около посёлка Мир, река минует известный Мирский замок. Именно с помощью воды из Миранки заполнялся замковый ров в XVI веке.
Далее река протекает около деревни Горячки, где пересекает дорогу H6193 и поворачивает на запад. Около деревни Загорье впадает в Ушу, приток Немана.
Длина около 22 км. Притоков не имеет, за исключением нескольких ручьев. Построен канал, длиной примерно 7 км.